# Belbodamaeus californica
Belbodamaeus californica är en kvalsterart som först beskrevs av Banks 1904.  Belbodamaeus californica ingår i släktet Belbodamaeus och familjen Damaeidae. Inga underarter finns listade.